# 1029
Cette page concerne l'année 1029  du calendrier julien.
L'année 1029 est une année commune qui commence un mercredi.

## Événements
- 13 mai : le jeune comte García II de Castille, venu à Léon épouser Sancha, la fille du comte Alphonse V de León, est assassiné par les fils du comte d'Alava (famille Vela). La Castille revient alors à sa sœur Muniadonna, épouse de Sanche III de Navarre[1].

- 7 juillet : Muniadonna cède ses droits sur la Castille à son fils Fernando. Le roi de Navarre Sancho III Garcia le Grand gouverne la Castille de fait[2]. Ses États s’étendent sur presque toute l’Espagne chrétienne (Navarre, Castille, Aragon, Sobrarbe et Ribagorce). Ils seront partagés à sa mort en 1035 entre ses quatre fils.
- Juillet[3] : Mahmud de Ghazni met à sac Ray, destitue Majd ad-Dawla, l'emmène en captivité avec son fils au Khorassan et installe un gouverneur ghaznévides[4]. Il étend sa domination aux dépens des Buyides en l'Irak-Adjémi[5].

- Été : campagne de Bretislav contre la Pologne. La Moravie est rattachée à la Bohême[6].
- Décembre[7] : le prince de Capoue Pandulf IV est chassé de Naples par le duc de Naples Serge IV, aidé de mercenaires normands. Le duc donne en récompense à Rainulf Drengot, aventurier normand appartenant à la famille Quarrel-Drengot, l'une des familles normandes les plus puissantes d'Italie du Sud, l'ancienne place forte byzantine d'Aversa, l'en nomme comte[8], et lui donne sa sœur en mariage. Rainulf installe dans ce nouveau comté d'Aversa bon nombre des siens errant sans but dans le sud de l'Italie et fait même appel à de nombreux compatriotes qui viennent s'y installer : c'est le premier établissement permanent des Normands du duché en Italie du Sud, et en Méditerranée.

- 18 décembre : le calife de Cordoue Hicham III entre dans Cordoue[9].
- Hiver : le régent de Norvège Håkon Eiriksson se noie[10],[11]. Knut envoie aussitôt son fils naturel Sven, né de sa concubine Ælgifu, prendre la tête du royaume.